# Pierre Brice

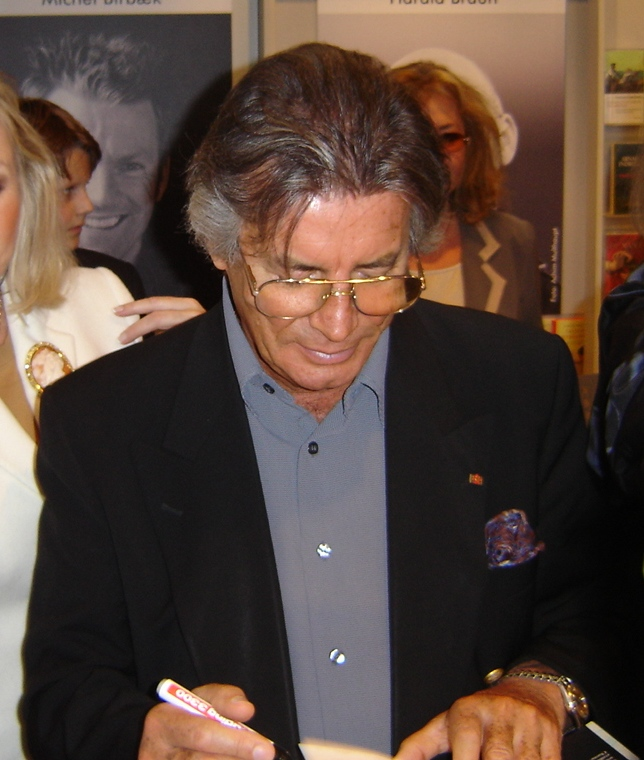
Pierre Brice

Pierre Brice (Pierre Louis Baron de Bris, n. 6 februarie 1929, Brest, Franța – d. 6 iunie 2015, Compiègne, Picardie⁠(d), Franța) a fost un actor francez, cunoscut pentru rolul lui Winnetou, din filmele germane inspirate de operele lui Karl May, precum și pentru rolul lui Septimius Severus, din filmul Dacii regizat de Sergiu Nicolaescu.

## Filmografie
- 1954: Harte Fäuste – Heißes Blut
- 1954: Si Paris nous était conté
- 1955: Ça va barder
- 1958: Der Tag und die Nacht
- 1958: Die sich selbst betrügen
- 1958: Schrei, wenn du kannst
- 1959: Aufstand der Tscherkessen
- 1959: Geheimagent Suzuki
- 1960: Call-Girls
- 1960: Unschuld im Kreuzverhör
- 1960: An einem heißen Nachmittag
- 1960: Die Mühle der versteinerten Frauen
- 1960: Die Frau der Pharaonen
- 1960: Die Bacchantinnen
- 1961: Sie nennen es Liebe
- 1961: Ritt in die Freiheit
- 1961: Akiko
- 1962 Comoara din Lacul de Argint (Der Schatz im Silbersee), regia Harald Reinl
- 1962 Zorro contro Maciste
- 1963 Pacato de silencio
- 1963 Robin Hood in der Stadt des Todes
- 1963 Winnetou (Winnetou 1. Teil), regia Harald Reinl
- 1963 Der Kavalier mit der schwarzen Maske
- 1964 Old Shatterhand, regia Hugo Fregonese
- 1964 Die goldene Göttin vom Rio Beni
- 1964 Winnetou 2 (Winnetou 2. Teil), regia Harald Reinl
- 1964 Printre vulturi (Unter Geiern), regia Alfred Vohrer
- 1965 Der Ölprinz
- 1965 Winnetou 3 (Winnetou 3. Teil), regia Harald Reinl
- 1965 Old Surehand 1. Teil
- 1965 Schüsse im 3/4 Takt
- 1965: Die Hölle von Manitoba
- 1966: Gern hab' ich die Frauen gekillt
- 1966: Winnetou und das Halbblut Apanatschi
- 1966: Winnetou und sein Freund Old Firehand
- 1967: Dacii (Kampf der Titanen gegen Rom)
- 1967: Die Nacht gehört uns
- 1968: Die Reue des Pièrre Guilhem
- 1968: Winnetou în Valea Morții (Winnetou und Shatterhand im Tal der Toten), regia Harald Reinl
- 1969: Die Marquise von B.
- 1969: Winnetou soll nicht sterben
- 1970: Les coups pour rien
- 1971: Erika
- 1971: Féminin-féminin
- 1971: Una cuerda al amanecer
- 1971: La notte dei dannati
- 1972: You Are a Traitor and I'll Kill You!
- 1973: L' Eloignement
- 1974: Die Puppe des Gangsters
- 1974: Ein Mädchen fällt vom Himmel (Serial TV)
- 1975: Les nuits sexuelles
- 1976: Star Maidens (Serial TV)
- 1980: Mein Freund Winnetou (Serial TV)
- 1983: Das Traumschiff (Episodul 8)
- 1985: Schöne Ferien
- 1986: Die glückliche Familie (Serial TV)
- 1987: Zärtliche Chaoten
- 1989: Orages d'été (Serial TV)
- 1991: Die Hütte am See
- 1991-1993: Ein Schloß am Wörthersee (Serial TV)
- 1992: Mallorca – Liebe inbegriffen
- 1993: Der blaue Diamant
- 1996: Klinik unter Palmen
- 1998: Winnetous Rückkehr (Teil 1) (Producție TV)
- 1998: Winnetous Rückkehr (Teil 2) (Producție TV)
- 2001: Ach du dickes Ei! (Folge 1)
- 2002: Utta Danella – Die Hochzeit auf dem Lande
- 2003: Mit einem Rutsch ins Glück (Film TV)
- 2004: Lüthi und Blanc (Serial TV)
- 2005: Das Traumhotel (Staffel 2, Folge 1: Zauber von Bali)
- 2007: In aller Freundschaft (Serial TV)
- 2008: Rote Rosen (Serial TV)
- 2009: Kreuzfahrt ins Glück (Staffel 4, Folge 1)